# جامعة قاسيون الخاصة
جامعة قاسيون الخاصة للعلوم والتكنولوجيا، هي جامعة سورية خاصة، تقع في منطقة جباب على الطريق الدولي بين سورية والأردن (أوتوستراد دمشق - درعا) قرب بلدة كريم حيث تبعد 50 كم عن دمشق.
تأسست بموجب المرسوم التشريعي رقم 261 تاريخ 17/6/2007، وبناءاً على قرار مجلس التعليم العالي رقم/185/ تاريخ 17/3/2013 افتتحت الجامعة في العام الدراسي 2013/2014.
يبلغ عدد طلاب الجامعة ما يقارب من ثلاث آلاف طلاب غالبيتهم من السوريين من أبناء المحافظات الجنوبية في سورية، فيما يشكل الطلاب السوريين من أبناء المغتربين ما نسبته 15% من مجمل الطلاب، ويتركزون بشكل رئيسي في كليتي الصيدلة وطب الأسنان.
لغة التعليم، كمعظم الجامعات السورية الحكومية والخاصة هي اللغة العربية، ولكن هناك اهتمام متزايد بتعليم بعض المحتوى الأكاديمي باللغة الإنكليزية باتباع منهجية Content-Language Integrated Learning
ككافة الجامعات السورية الخاصة المرخصة، تخضع جامعة قاسيون للقوانين والتشريعات المتعلقة بالتعليم العالي والبحث العلمي في سورية والتي تشرف على تطبيقها وزارة التعليم العالي والبحث العلمي في الجمهورية العربية السورية. 

## الكليات
- كلية الهندسة  المعمارية
- كلية الهندسة المعلوماتية والاتصالات.[3]
- كلية الإدارة والاقتصاد
- كلية الآداب
- كلية الصيدلة
- كلية طب الأسنان

1. ↑  "قائمة بالجامعات الأعضاء".
2. ↑  والتكنولوجيا، جامعة قاسيون الخاصة للعلوم. "التأسيس". جامعة قاسيون الخاصة للعلوم والتكنولوجيا. مؤرشف من الأصل في 2021-01-18. اطلع عليه بتاريخ 2021-08-10.
3. ↑  محمد الزعبي، وزارة التعليم العالي والبحث العلمي-. "جامعة قاسيون الخاصة للعلوم والتكنولوجيا". وزارة التعليم العالي والبحث العلمي - سورية. مؤرشف من الأصل في 2021-01-20. اطلع عليه بتاريخ 2021-08-10.